# Вороньківська сільська рада (Чорнухинський район)
Вороньківська сільська рада — орган місцевого самоврядування у Чорнухинському районі Полтавської області з центром у c. Вороньки.
Населення — 2094 осіб.

## Населені пункти
Сільраді підпорядковані населені пункти:
- c. Вороньки
- с. Гайки
- с. Красне
- с. Нова Діброва
- с. Пізники
- с. Яцюкове